# Alalach

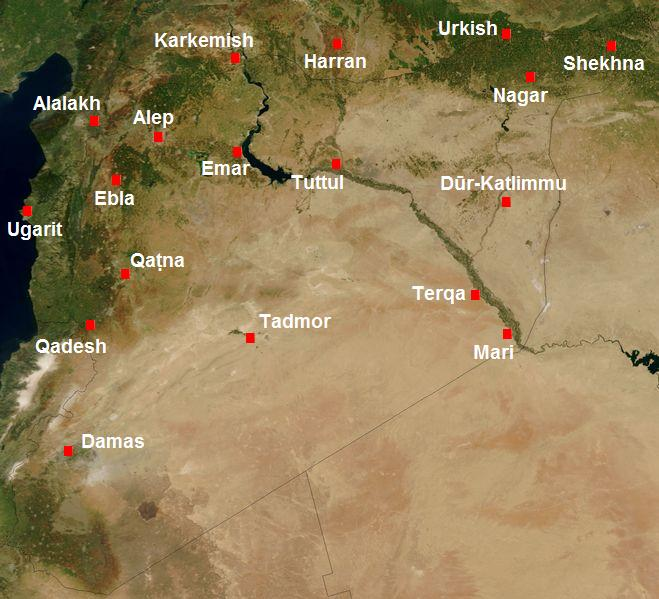
Syrien im 2. Jahrtausend v. Chr.

Alalach (heute Tell Açana, türkisch Aççana Höyük; anders transkribiert auch Alalakh) war eine bronzezeitliche Stadt im Hatay in der südlichen Türkei, deren Reste sich in der Nähe der modernen Stadt Antakya befinden. Die an Nordsyrien grenzende Stadt liegt heute nahe am Fluss Asi (dem antiken Orontes) in der Ebene von Antiochien. Tell Açana ist eine bedeutende archäologische Ausgrabungsstätte. Die hier gefundenen Keilschrifttexte sind die wichtigste Quelle zum Reich von Jamchad, unter dessen Herrschaft die Stadt ab etwa 1700 v. Chr. stand. Später lag Alalach im Herrschaftsgebiet von Mittani bzw. der Hethiter. Vor allem für die Geschichte des Mittanireiches sind die Texte aus Alalach wichtig. Kurz nach 1200 v. Chr. wurde die Stadt zerstört und seitdem nicht wieder aufgebaut.

## Lage
Alalach liegt in der Amuqebene, bei der es sich um ein Alluvialland handelt, das im Süden, Osten und Westen von Hügeln begrenzt wird und sich etwa 45 km in beide Himmelsrichtungen ausdehnt. Die Stadt war lange das regionale Zentrum dieser fruchtbaren Gegend. Hier kreuzten sich die Handelswege von Aleppo, Mesopotamien und aus Palästina nach Anatolien bzw. an das Mittelmeer. Über den Orontes war die Stadt mit dem Meer verbunden. Der Handel mit Zypern ist schriftlich und archäologisch bezeugt. Eine Quelle des Wohlstands war Elfenbein. Die Gegend um Alalach war in der Bronzezeit für ihre Elefantenherden bekannt.

## Geschichte

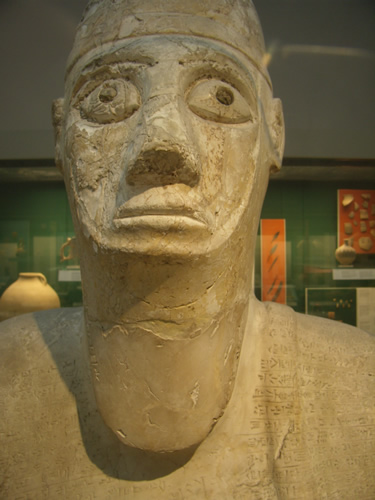
Statue des Idrimi, Gesicht

Die politische Geschichte der Stadt ist schwer rekonstruierbar. Alalach war aber ab 3400 v. Chr., ein regionales Zentrum. Bis etwa 1700 v. Chr. gibt es von Ausnahmen abgesehen keine Texte aus der Stadt, wobei sich die Ausnahmen auf importierte Objekte beschränken. Seit mindestens der Mitte des dritten vorchristlichen Jahrtausends hatte die Stadt einen Palast, was darauf schließen lässt, dass hier ein König regierte. Um 2300 wurde die Stadt vielleicht von Sargon von Akkad erobert und zerstört. L. Woolley schreibt das Ende der Schicht XII diesem Ereignis zu. Naram-Sin, der letzte bedeutende Herrscher von Akkad, berichtet in einer Inschrift, dass er am Oberen Meer Krieg führte. Ob er auch Alalach angriff bleibt unbekannt. Seit ca. 1750 war die Stadt Teil des Reiches von Jamchad, das große Gebiete im heutigen Syrien beherrschte, gehörte aber auch zeitweise zum Machtbereich von Mari (in dortigen Texten wird die Stadt Alachtum genannt). In Alalach regierte nun eine Seitenlinie der Herrscher von Jamchad. Aus dieser Zeit stammen auch zahlreiche Texte aus der Stadt. Sie stellen eine wichtige Quelle vor allem für das Reich von Jamchad dar, da dessen Archive in Aleppo bisher nicht gefunden wurden. Der erste lokale Fürst war Jarim-Lim, bei dem es sich um einen Sohn des Hammurapi I. und jüngeren Bruder von Abban von Jamchad handelte. Jarim-Lim war vielleicht der Erbauer des Palastes von Schicht VII. Kurz nach 1625 v. Chr. wurde die Stadt vom hethitischen Großkönig Hattušili I. zerstört. Die folgenden 150 Jahre, bis etwa 1500 v. Chr., sind nur spärlich belegt. Schriftliche Quellen fehlen fast gänzlich. Aus ägyptischen Quellen erfährt man, dass König Thutmosis I., die Gegend eroberte. Die Ägypter erscheinen jedoch nicht in den Texten von Alalach und so dürfte es sich nur um eine Episode, eventuell verbunden mit Tributzahlungen, gehandelt haben.
Um 1500 v. Chr., mit der Schicht IV, lässt sich eine neue Herrscherdynastie belegen. In dieser Zeit stand die Stadt wahrscheinlich im Vasallenverhältnis zum Mittanireich. Es gibt nun über 300 Texte und die Statue des Idrimi, Sohn des Ili-ilimma I., auf der sich die Biographie dieses Herrschers befindet. Idrimi stammte aus Aleppo, floh aus dieser Stadt wegen Ereignissen, die er nicht explizit nennt. Er zog durch die Levante und schaffte es Anhänger um sich zu sammeln und wurde von Baratarna, König von Mittani, in Alalach als Herrscher eingesetzt, wo er über 30 Jahre lang regierte. Idrimi berichtet auch vom Bau eines Palastes. Der Nachfolger des Idrimi war Niqmepa. Aus seiner Regierungszeit sind besonders viele Texte erhalten. In etwa dieser Zeit führten die Ägypter unter Thutmosis III. wieder Feldzüge nach Nordsyrien, wohl um den Einfluss Mittanis zurückzudrängen. Es kam aber anscheinend zu keinen dauerhaften Eroberungen und Alalach blieb im Einflussbereich des Mittanireiches. Ili-ilimma II. ist schließlich von einer Adoptionsurkunde bekannt. Der letzte Vasall Mittanis war wahrscheinlich Itur-Addu, der als Zeitgenosse von Šuppiluliuma I. belegt ist.
In der zweiten Hälfte des 14. Jahrhunderts v. Chr. gelang es Šuppiluliuma I., König der Hethiter, das Mittanireich zu erobern. Alalach wurde nun zu einem Vasallen der Hethiter. Unter deren Herrschaft wurde eine Zitadelle errichtet. In der Stadt tauchen nun Objekte mit hethitischen Hieroglyphen auf. Im Großen und Ganzen scheint das Leben aber ohne größere Unterbrechung weitergegangen zu sein und die Stadt erfreute sich großen Wohlstandes, was vor allem an zahlreichen Importgütern wie mykenischer Keramik abzulesen ist. Kurz nach 1200 v. Chr. wurde die Stadt im Zuge der Seevölkerwanderung vollkommen vernichtet. Es gab Versuche sie neu aufzubauen, doch entschied man sich später für einen anderen Ort. Alalach wurde nie wieder besiedelt.

## Texte

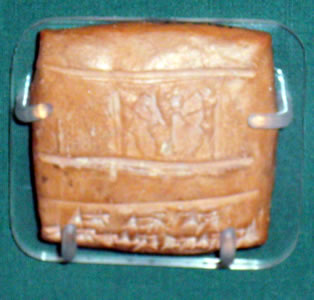
AlT 13: Rechtsurkunde des Sauštatar von Mittani bezüglich der Schlichtung eines Streits zwischen König Niqmepa und Irip-hazi. Das Siegel entstand um 2200 v. Chr. und wurde für Šuttarna I., einen weiteren Mittani-Herrscher umgeschnitten

Vor allem aus den Schichten VII und IV stammen zahlreiche Keilschrifttexte auf Tontafeln. Sie sind in Akkadisch verfasst, in der Sprache lässt sich aber hurritischer Einfluss erkennen. Die Texte, die sich zum großen Teil in den beiden jeweiligen Palastbauten fanden, stellen eine wichtige Quelle zur Geschichte und Wirtschaft der mittleren und späten Bronzezeit Syriens dar. Aus Schicht VII stammen etwa 175 Tafeln, aus Schicht IV 300. Die Texte sind meist wirtschaftlicher Natur. Es finden sich Listen von Personen, Inventarlisten, Listen von Rationen und Landbesitzurkunden. Einige der Texte stellen auch Verträge dar, wobei der König von Alalach als oberster Magistrat fungierte. Von besonderem Interesse ist eine Urkunde aus Schicht IV. Aus ihr geht hervor, dass Ili-ilimma II. einen Mann als seinen Vater adoptiert. Er übernimmt alle Dienste als Sohn, im Leben und Tod, und darf dafür das Erbe dieses Mannes antreten.
Die Texte aus Schicht IV erlauben es auch die örtliche Gesellschaftsstruktur zu rekonstruieren. Demnach gab es eine kleine Oberschicht, die dem König und dessen Familie nahestand. Eine besondere Rolle spielten bei ihnen das Pferd und der Streitwagen. Diese Schicht zeichnete sich auch durch Landbesitz aus. Darunter gab es eine Art Mittelschicht aus freien oder freigelassenen Personen. Sie bestand aus Handwerkern und Händlern und eben den Freigeborenen, die im Kriegsfall die Speerträger und Bogenschützen waren, aber auch in Friedenszeiten zu Zwangsarbeiten herangezogen werden konnten. Darunter befand sich die Unterschicht, die aus Bauern und Heimatlosen bestand.
Die Texte belegen auch das langsame Vordringen der Hurriter. Hurritische Namen kommen in Schicht VII vereinzelt vor. In Schicht IV sind sie dagegen weit verbreitet.

## Grabungen
Erste Grabungen für das Britische Museum wurden durch Sir Leonard Woolley 1935 bis 1939 und 1946 bis 1949 durchgeführt. Woolley untersuchte vor allem Gebiete im Norden der Stadt, wo sich ein Großteil der bedeutenden Bauten befand. Er konnte 17 Schichten unterscheiden, die teilweise unterschiedlich lange Perioden der Stadtgeschichte widerspiegeln. Nur von den Schichten VII bis I sind bisher größere Flächen ausgegraben. Die darunter liegenden Schichten sind oftmals nur durch kleine Ausschnitte bekannt. Nur im Falle des Stadttempels erreichten die Arbeiten Woolleys die untersten Schichten. In der Inschrift des Idrimi wird von einer Stadtgöttin gesprochen, ohne dass ein Name genannt wird. Ihr dürfte der Tempel geweiht gewesen sein.
Die Funde der Grabung gelangten in das Archäologische Museum von Antakya, in das Britische Museum und zum kleineren Teil in das Ashmolean Museum in Oxford. Die Grabungsergebnisse wurde 1955 in einer Monographie vorgelegt. Vor allem die Datierungen der oberen Schichten wurde in der Folgezeit ausführlich diskutiert, wobei Woolley vor allem Schicht VII zu früh ansetzte. Seit 2000 finden weitere Ausgrabungen durch die Universität von Chicago statt.

### Die Stadt
Der Stadthügel ist etwa 750 m lang und 300 m breit mit der Achse nach Nord-Westen gerichtet. Im Norden der Stadt fanden sich die Paläste, eine Festung (auch Zitadelle genannt) und der Stadttempel, der sich über 2000 Jahre an derselben Stelle befand. Dieses Stadtgebiet liegt höher als die anderen Teile. Die Wohnbebauung fand sich südlich davon. Nur Teile davon wurden ausgegraben. Alalach hatte eine Stadtmauer, die jedoch nur sporadisch untersucht ist. In Schicht II und I gab es sogar eine innere und äußere Mauer. Ein Stadttor der Schicht VII wurde ausgegraben. Die Friedhöfe der Stadt sind unbekannt, wobei es jedoch zahlreiche Hausbestattungen gibt, die sich allerdings auf ärmere Häuser beschränken. Wohlhabende Bürger sind wahrscheinlich außerhalb der Stadtmauer beigesetzt worden. Dies ändert sich erst in Schicht I. Jetzt finden sich auch in den großen Wohnbauten Bestattungen.

### Schicht XVII
Die unterste als XVII bezeichnete Schicht der Stadt wurde nur an einer Stelle bei den Grabungen von Woolley erreicht. Sie datiert um 3400–3300 v. Chr. Wegen des Grundwassers konnten kaum Gebäudestrukturen erfasst werden. Es fand sich immerhin eine Art Block, der tief in die Erde hineinreichte und vielleicht kultische Bedeutung hatte. Hauptfunde sind zahlreiche Scherben. Die gefundene Keramik ist auf einer Töpferscheibe produziert und teilweise bemalt.

### Schicht XVI und Schicht XV
Die Schicht XVI datiert um 3200 v. Chr. Die Keramik dieser Zeit ist mit geometrischen, aber auch zoomorphen Motiven dekoriert. Aus dieser Zeit konnten die Reste eines monumentalen Tempels angegraben werden. Nur der Hof des Tempels, der etwa 20 × 7 m groß war, wurde bei den Grabungen angeschnitten. In der Mitte des Hofes stand eine Art Altar, der den Oberteil des Blockes aus Schicht XVII darstellte. An der nördlichen Seite des Hofes befand sich ein weiterer massiver Block. Um den Hof müssen sich einst zahlreiche Räume befunden haben, die jedoch nicht ausgegraben werden konnten. Der Hof war mit Ziegeln gepflastert. Die Wände waren weiß verputzt.
Es konnten auch kleine Teile der Wohnstadt ausgegraben werden. Hier fand sich eine ägyptische Schminkpalette. Die folgende Schicht XV macht einen ärmlichen Eindruck. Es gibt anscheinend keine Neubauten, alte Häuser wurden nur immer wieder notdürftig repariert.

### Schicht XIV und XIII
Die Schicht XIV kann anhand der Keramik in die Dschemdet Nasr-Zeit datiert werden. Der Tempel und die Wohnbauten der Stadt sind neu orientiert. Der Tempel stand auf einer Plattform und bestand aus einem Vorhof, einer Vorhalle und dem Allerheiligsten. In der Vorhalle standen Bänke an den Wänden. Im Allerheiligsten ragte der nördliche Block des Vorgängertempels aus den Fußboden und bezeugt eine Kontinuität. Dieser Block muss eine besondere, heilige Verehrung genossen haben, anders ist es nicht zu erklären, dass er nicht einfach eingeebnet wurde. Der Tempel wurde innerhalb dieser Schicht einmal renoviert. Dabei wurden die Mauern verstärkt. Der Tempel wurde in fast unveränderter Form auch in Schicht XIII weiterbenutzt.
Teile der Wohnstadt von Schicht XIII wurden bei den Grabungen angeschnitten. Die Häuser sind solider als in den vorherigen Perioden. Es fand sich zahlreiche bemalte Keramik. Nur in der Wohnstadt ist die Schicht XIII klar von der Schicht XIV zu unterscheiden. Neue Wohnbauten wurden errichtet, was auf eine Umstrukturierung der Stadt deutet. Aus dieser Schicht stammt ein bedeutendes Wohnhaus mit einem großen Innenraum. Es fand sich ein Rollsiegel, das typisch für die sumerische frühdynastische Periode ist und einen Anhalt für die Datierung liefert.

### Schicht XII

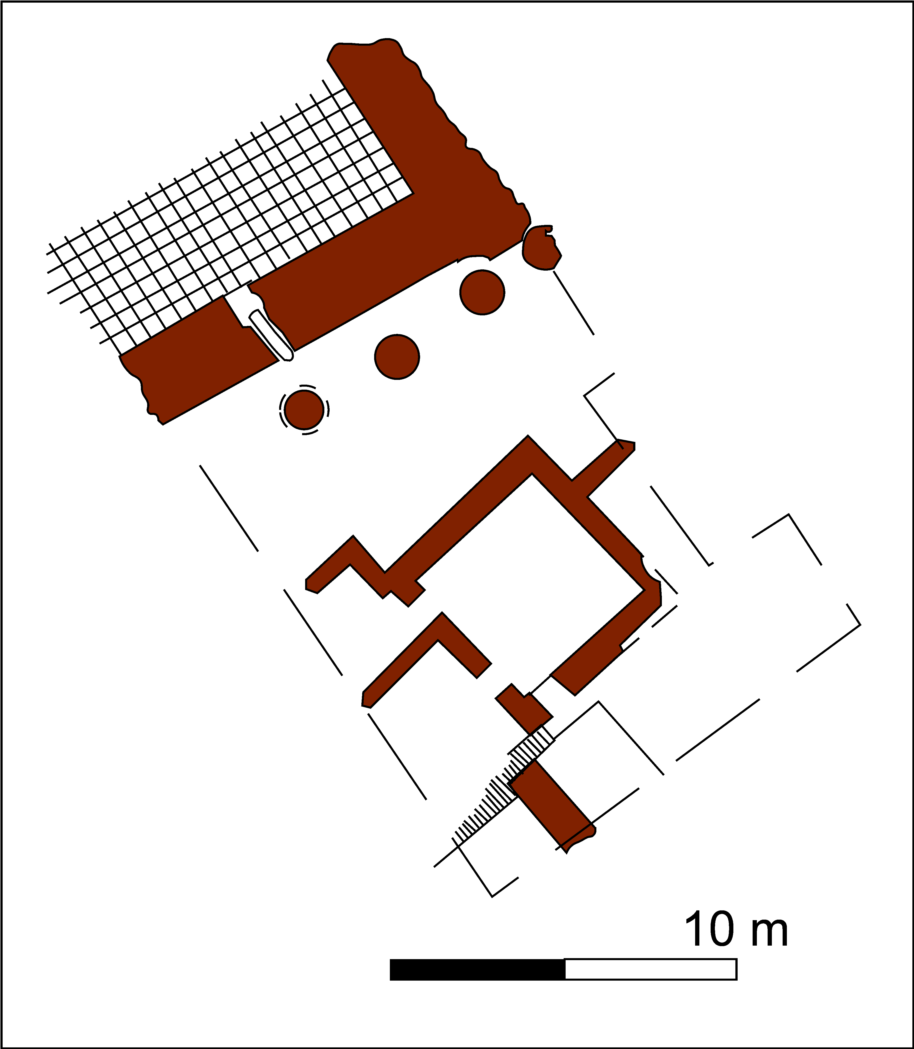
Der ausgegrabene Ausschnitt des Palastes

Schicht XII ist wiederum nur von begrenzten Ausschnitten im Grabungsfeld bekannt. Die Schicht datiert wahrscheinlich in die Mitte des dritten vorchristlichen Jahrtausends. Die Phase scheint relativ lange gedauert zu haben. In der Wohnstadt konnten jedenfalls nochmals drei Schichten unterschieden werden. In dem Grabungsausschnitt, auf dem sich vorher Wohnbauten befanden, wurde ein monumentaler Palast errichtet, zu dessen Architektur jedoch nur wenig gesagt werden kann. Es fand sich eine Reihe von vier aus Lehmziegeln gemauerten Säulen und eine meterdicke Mauer, die vielleicht einen Hof begrenzte. Daneben gab es weitere kleine Räumlichkeiten. Der Palast wurde mindestens zweimal renoviert. Der Tempel dieser Schicht bestand aus drei Teilen. Den vorderen Teil betrat man im Osten durch einen Eingang, der in einen Korridor mündete. Von dort gelangte man in einen Vorraum mit einer Feuerstelle und einen Seitenraum. Es folgten zwei weitere Räume mit besonders starken Mauern, die wahrscheinlich ein weiteres Stockwerk trugen. Auch der Tempel wurde mehrmals erneuert.

### Schicht XI
Die Schicht XI ist in etwas zeitgleich mit der sumerischen Akkad-Zeit, da in ihr ein Siegelabdruck dieser Epoche gefunden wurde. Alalach war in dieser Zeit wahrscheinlich Teil des akkadischen Reiches. Es wurden ein neuer Palast und ein neuer Tempel errichtet. Von dem Tempel ist jedoch nicht viel erhalten, da dieser auf einer massiven Plattform stand. Die Plattform wurde zum Teil ausgegraben, alle Aufbauten waren verschwunden. Von dem Palast konnte nur ein kleiner Ausschnitt angegraben werden. Demnach war es ein Bau mit ausgesprochen dicken Lehmziegelmauern. Einige Räume, von denen sechs angeschnitten wurden, waren mit gebrannten Ziegeln gepflastert.

### Schichten X bis VIII
Diese drei Schichten sind teilweise stark gestört. In Schicht X, die an das Ende des dritten vorchristlichen Jahrtausends datiert, wurde der Palast erneuert. Nur einzelne, gewölbte Räume konnten gefunden werden. Von dem Tempel dieser Zeit fand sich nur die Plattform. Alle Aufbauten sind lange vergangen. Das gleiche Bild ergibt sich für Schicht IX, die um 2000 v. Chr. zu datieren ist. In Schicht VIII, die in die erste Hälfte des zweiten Jahrtausends v. Chr. eingeordnet werden kann, wurde der Tempel neu errichtet, von dem sich einige monumentale Mauern fanden, ohne dass es bisher möglich ist, sich ein genaues Bild von diesem Gebäude zu machen. Das, was vom Palast erhalten ist, zeigt, dass er ähnlich den Vorgängerbauten gestaltet war.

### Schicht VII: Vasall von Jamchad

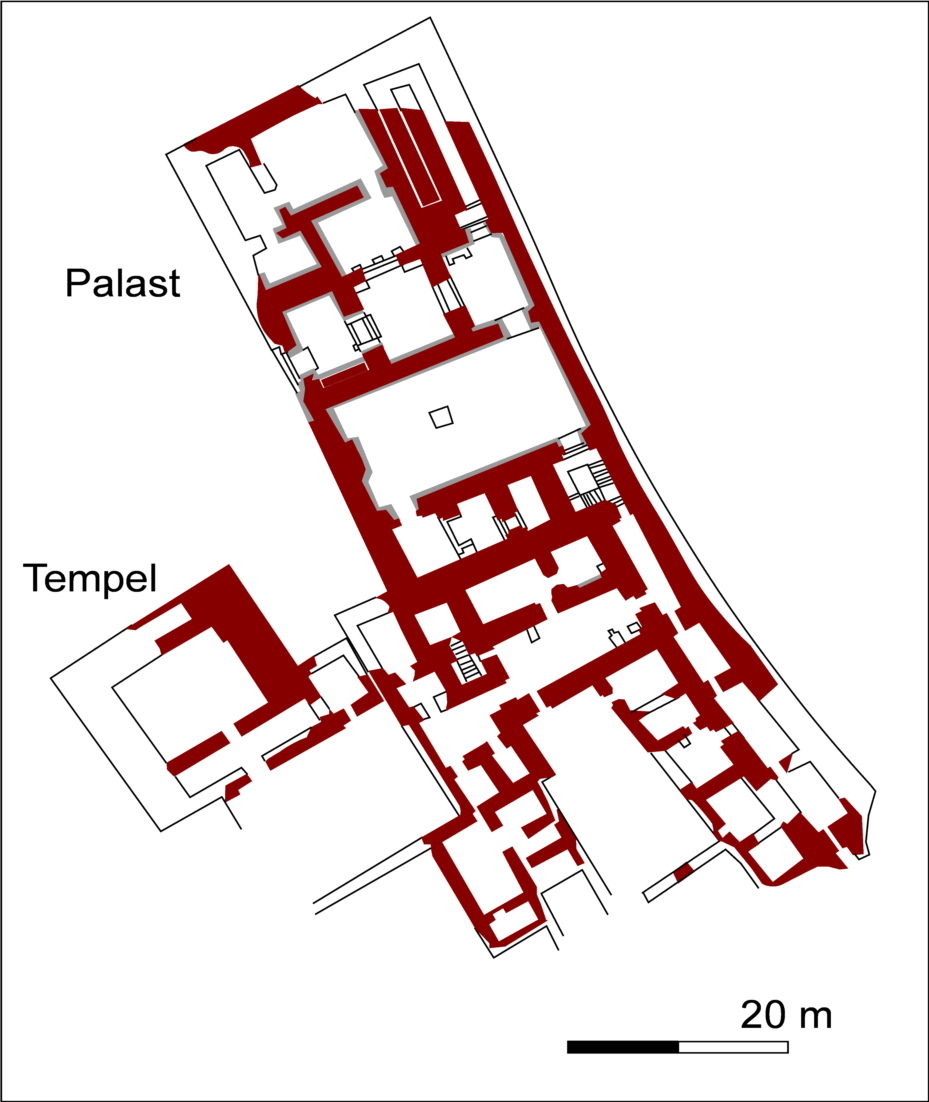
Der Tempel und Palast von Schicht VII, teilweise rekonstruiert; grau: Basaltwandverkleidung

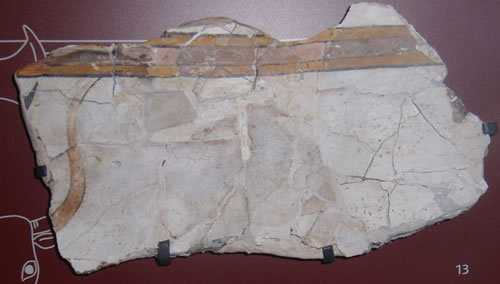
Fresken im minoischen Stil

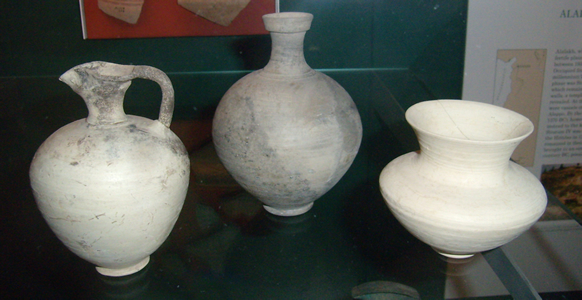
Keramik aus Schicht VII

Diese Schicht datiert in die Zeit des Abban von Jamchad (ca. 1750 v. Chr.). Sie endet mit Zerstörungsschichten, die vielleicht durch einen Feldzug von Hattušili I. entstanden. Es ist die erste Schicht, aus der größere Gebäude erhalten sind. Es wurden der Palast, der Tempel und ein Stadttor ausgegraben. Im Palast und im Tempel fanden sich zahlreiche Keilschrifttexte, die belegen, dass Alalach zu dieser Zeit Vasall von Jamchad war. Die hier gefundenen Texte bilden sogar die wichtigste Quelle zu diesem Reich, von dem sonst wenig bekannt ist.
Der Palast stand im Nord-Osten der Stadt, direkt an der Stadtmauer, wobei Teile der Palastmauern gleichzeitig die Stadtmauer bildeten. Der Palast bildete ein längliches Gebäude (ca. 20 × 60 m) mit zwei Höfen, um die sich weitere Räume gruppierten. Es konnten mehrere Umbauten festgestellt werden. Der nördliche Teil diente wahrscheinlich Repräsentationszwecken, der südliche war der Wirtschaftsteil. Gerade im nördlichen Teil des Baues ist der untere Teil zahlreicher Wände mit Basaltplatten verkleidet worden. Die Privaträume des Herrschers und seiner Familie befanden sich wahrscheinlich im Obergeschoss. Viele Räume waren einst mit Wandmalereien dekoriert. Ein Raum war unterkellert. Dieser Keller konnte über eine Treppe betreten werden und war mit großen Steinplatten verkleidet.
Mindestens zwei Räume des oberen Stockwerkes waren mit Fresken dekoriert, die stilistisch starke Ähnlichkeiten mit minoischen Wandmalereien aufweisen. Gerade diese Fresken haben in letzter Zeit das Interesse der Forschung erweckt. Auch die Technik des Freskos ist typisch minoisch, während sonst im Nahen Osten zu dieser Zeit die Secco-Technik vorherrschte. Woolley datierte sie vor den Fresken in Knossos und vermutete, dass Syrien die minoische Kultur beeinflusste. Dies beruhte jedoch auf einer zu frühen Datierung des Palastes. Neuere Untersuchungen haben gezeigt, dass der Palast und die Fresken gut 150 Jahre jünger und damit zumindest zeitgleich mit den minoischen Fresken sind. Es kann vermutet werden, dass sie von wandernden Künstlern ausgeführt wurden, die auch die minoischen Fresken in Qatna, Tel Kabri und Auaris anfertigten. Die Fresken sind nur schlecht erhalten. Zwei Räume waren bemalt, was anhand zweier Hintergrundfarben erschlossen werden kann. Der erste Raum war weiß und hatte violette und gelb-braune Bänder an der Oberkante. Der zweite Raum hatte einen roten Hintergrund und zeigte vielleicht figürliche Szenen. Es gibt Reste eines Baumes, eines Stierhornes und vielleicht eines Greifen. Der Palast brannte schon vor dem Untergang der Schicht VII nieder. Das Gelände blieb lange Zeit unbebaut. Erst ab Schicht IV wurden hier Wohnbauten errichtet, die jedoch nicht gut erhalten sind.

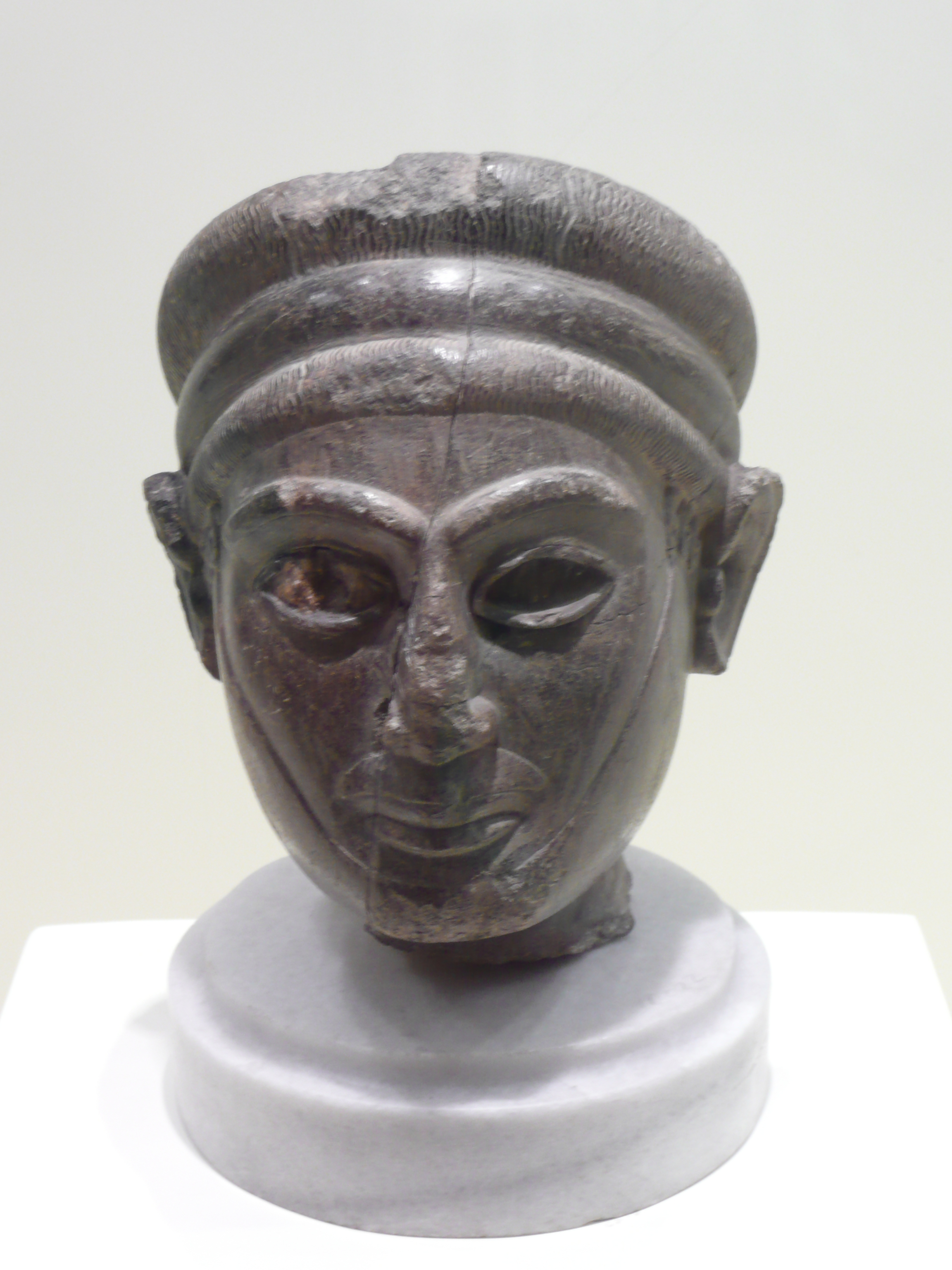
König Jarimlin (Yarim-Lim) von Alalach

Der Tempel stand neben dem Palast und war ein Bau mit einem großen Mittelsaal und einem schmalen Vorraum. Er hatte massive Mauern. Im Tempel fanden sich Reste verschiedener Skulpturen. Ein Kopf scheint ägyptischen Einfluss zu zeigen. Ein weiterer Kopf ist eine einheimische Arbeit. Es handelt sich um den sogenannten Kopf des Jarimlin, der wohl einen Palastdiener darstellt. Es ist eines der wichtigsten Kunstwerke dieser Region um 1600 v. Chr.
Ein großer Platz vor dem Tempel grenzte auch an den Palast. Ab dieser Schicht findet sich Keramik aus Zypern.

### Schicht VI

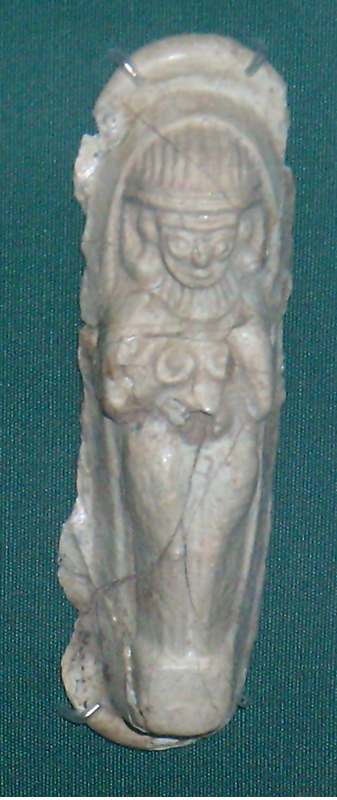
Göttin, Glas, Schicht VI

Diese Schicht datiert an das Ende des siebzehnten Jahrhunderts v. Chr. Die Bauten dieser Schicht sind nicht gut erhalten. Vom Tempel war nur noch eine einzige Mauer erhalten. Es fanden sich bescheidene Reste einer Zitadelle. Die Keramik dieser Phase ist reich dekoriert. Sie ist durch rote und schwarze Muster und Tiere auf beigen Grund gekennzeichnet. Daneben gibt es Importkeramik aus Zypern. Aus dieser Schicht stammen auch glasierte Vasen mit den Reliefbildern von Frauen. Es fand sich auch ein Beispiel eines Glasgefäßes, das über einen Kern modelliert worden ist. Es handelt sich um eines der ältesten Beispiele dieser Technik, doch muss damit gerechnet werden, dass das Glas aus späterer Zeit stammt.

### Schicht V
Der Übergang von Schicht VI zu Schicht V scheint ohne besondere Einschnitte stattgefunden zu haben. Es gibt keinen Zerstörungshorizont, sondern es wurden schlichtweg zahlreiche neue Gebäude errichtet. Auch sind die Schichten VI und V kulturell fast identisch. Die Zitadelle der Stadt wurde in dieser Zeit erneuert. Der Tempel der Stadt war nicht gut erhalten. Er bestand aus einem Hof mit Räumen darum. Es konnten Teile der Wohnstadt aufgedeckt werden. Auch ein Stadttor wurde ausgegraben. Hier fanden sich zwei ausgesprochen primitiv gearbeitete Figuren aus Basalt. Aus dieser Schicht stammen Fragmente einer ägyptischen Fayencevase, die einen Beamten und eine Inschrift zeigt. Der Name des Beamten ist weggebrochen; es handelt sich wahrscheinlich um Importgut.

### Schicht IV: Mittanniherrschaft

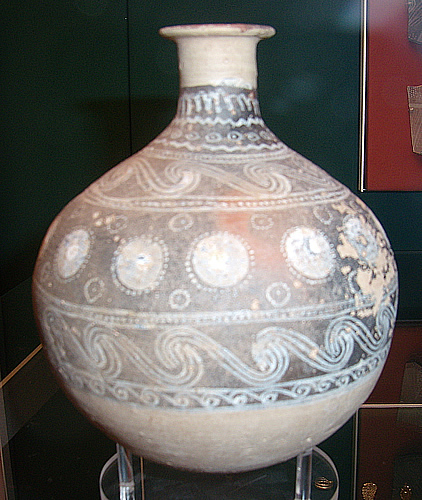
Gefäß, Nuzi-Ware

Die Stadt der Schicht IV ist am besten erhalten. Keilschrifttafeln aus der Stadt berichten von einem König Niqmepa, der vielleicht auch als Bauherr des Palastes dieser Schicht anzusehen ist. Andere wichtige Gebäude dieser Zeit sind der Tempel und die Zitadelle.
Der etwas südlich des Palastbaues von Schicht VII errichtete Palast war in etwa 20 × 40 m groß. Von einem Hof gelangte man zu einem monumentalen, mit zwei Säulen dekorierten Eingang. Von dort in eine Art Vorraum und dann in eine weitere Vorhalle, die einerseits zu einer Treppe führte, andererseits auch in den Innenhof des Palastes. Um diesen waren die meisten Räume angeordnet. Im Osten gab es einen Anbau, der wahrscheinlich etwas später entstand. Auch hier gruppierten sich die Räume um einen Innenhof. Die Dicke der Wände, aber auch zwei Treppenhäuser belegen, dass der Palast zumindest zwei Stockwerke hatte.
Westlich den königlichen Palastes fanden sich die Reste der sogenannten Zitadelle, die älter als der Palast ist und von diesem teilweise überbaut wurde. Der Bau war nicht gut erhalten und bestand anscheinend aus zwei Höfen, um die sich die einzelnen Räume gruppierten.
Der Tempel dieser Schicht ist nicht gut erhalten. Er war quadratisch und zeigte zwei längliche Vorräume und das Allerheiligste, das an der Rückwand eine breite Nische aufwies.
Die ausgegrabenen Wohnbauten waren einst zwei Stockwerke hoch und aus Lehmziegeln errichtet. Die einzelnen Räume waren um einen Hof gruppiert. Ein Haus hatte einen besonders breiten Eingang, der wiederum mit poliertem Basalt dekoriert war. Einer der Räume in diesem Haus wies Wandmalereien auf.
Die Häuser ärmerer Bevölkerungsschichten waren meist schlecht erhalten, so dass man selten einen Grundriss rekonstruieren konnte. Bemerkenswert bei den Letzteren sind zahlreiche Bestattungen unter den Fußböden, die sich nicht in den Häusern der Wohlhabenden fanden. Die Toten wurden auf die Seite gelegt mit den Händen vor dem Gesicht. Als Beigabe fand sich in der Regel einfacher Schmuck. Ab dieser Schicht findet man die Nuzi-Ware. Es handelt sich um einen Keramikstil, dessen Gefäße schlank sind und einen kleinen Fuß haben. Die Bemalung ist flächig dunkel. Geometrische Muster sind weiß auf diesen dunklen Grund gemalt.

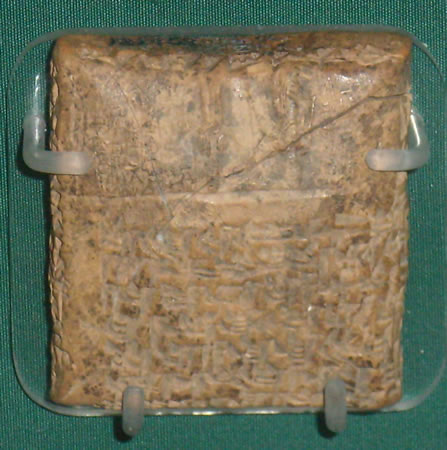
AlT 15: Rechtsentscheidung des Niqmepa bezüglich Qabias Ernennung zum mariannu
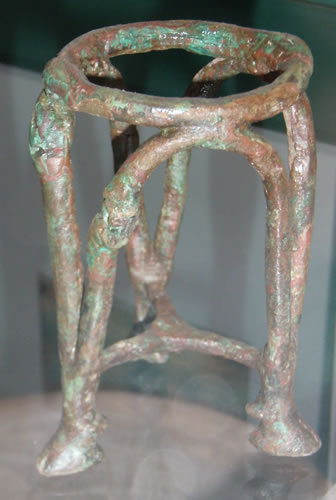
Dreifuß
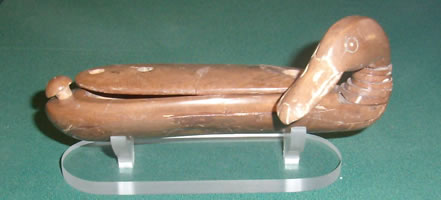
Kosmetikgefäß, aus dem Palast
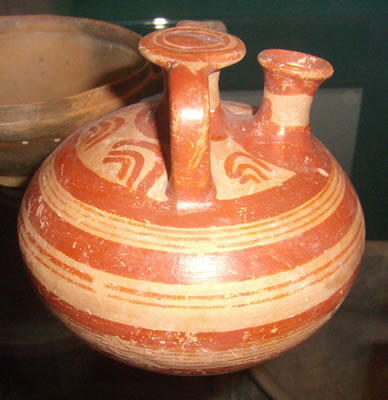
Mykenisches Importgefäß

### Schicht III und Schicht II: Hethiterherrschaft

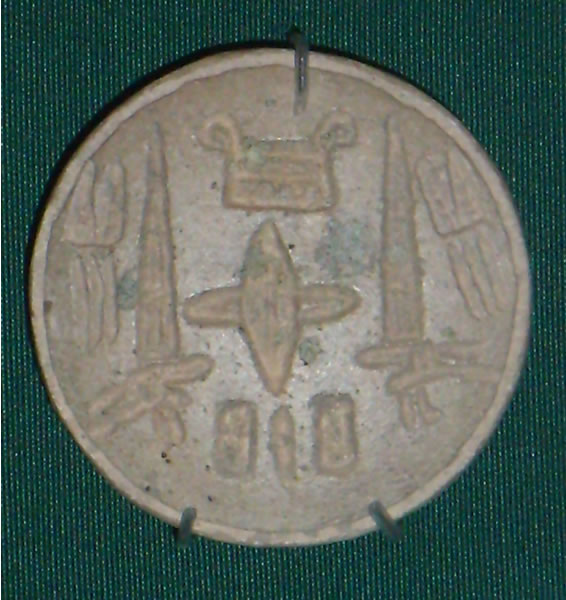
Siegel mit luwischer Hieroglypheninschrift, der Besitzer ist Paluwa, Landesherr und Sohn des Königs

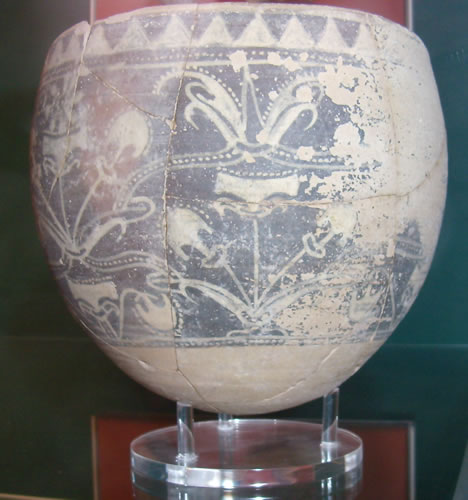
Gefäß, Atchana-Ware

Ab Schicht III wurde Alalach von den Hethitern regiert, die die Stadt Mukisch/Mukiš nannten. Im Nordwesten der Stadt wurde nun eine große Anlage, die Woolley als Zitadelle bezeichnet, errichtet. Der Bau ist mehr als 80 × 80 m groß, jedoch nur schlecht erhalten. An keiner Seite sind die Grenzen des Baues erreicht. Alles aufgehende Mauerwerk ist verschwunden und die Grundmauern fanden sich unterhalb des Niveaus der Türschwellen, womit man einen Plan mit zahlreichen Räumen, aber ohne Türen hat. Es ist das bisher größte in der Stadt gefundene Bauwerk.
Der Tempel der Schicht III besteht aus einem vorgelagerten Hof mit einem Altar. Der Eingang zum eigentlichen Tempel besteht aus Pfeilern, worüber man in zwei Vorräume und dann in das Allerheiligste gelangte. Die Mauern des Tempels sind ausgesprochen dick. Dies und eine Treppe belegen zumindest ein weiteres Stockwerk.
In Schicht II fanden sich die ersten Bullae, bei denen es sich um Stempelsiegel handelt, die in diesem Fall hethitische Hieroglyphen tragen. Die große Zitadelle war weiterhin in Benutzung. Der Tempel in Schicht II stand an der Stelle des alten Tempels, nur gab es diesmal nicht ein, sondern zwei Allerheiligste, auch ist keine Treppe zu einem Oberstock belegt. Der Tempel zeigt keine hethitischen Einflüsse.
Es wurden Teile der Wohnstadt ausgegraben, die einer sozial gehobenen Schicht zuzuordnen sind. Die meisten gehören dem Hoftyp an, die Räume gruppieren sich um einen offenen Innenhof. Treppen und Mauerstärken zeigen, dass ein Großteil der Häuser zumindest zweistöckig war. Das ergrabene Wohngebiet lag nahe der Stadtmauer, wobei Häuser und Stadtmauer durch eine Straße getrennt waren. Eine Reihe von Räumen haben Abwasserrohre, die teilweise außerhalb der Stadt enden. Innerhalb der Häuser fanden sich Bestattungen, was vorher in den Wohnbauten der Wohlhabenden kaum vorkam. Die Funktion einzelner Räume ist meist nicht bestimmbar. Immerhin fanden sich Feuerstellen, die auf Küchen deuten und Badestuben mit zementieren Fußböden. Überall fanden sich Abfallgruben, die besonders fundreich waren.
Typisch für Schicht II ist die Atchana-Ware, bei der es sich um eine Sonderform der Nuzi-Ware handelt. Die gemalten Motive orientieren sich jetzt stark an minoischer Vasenmalerei. Es finden sich vor allem florale Motive.

### Schicht I: Das Ende

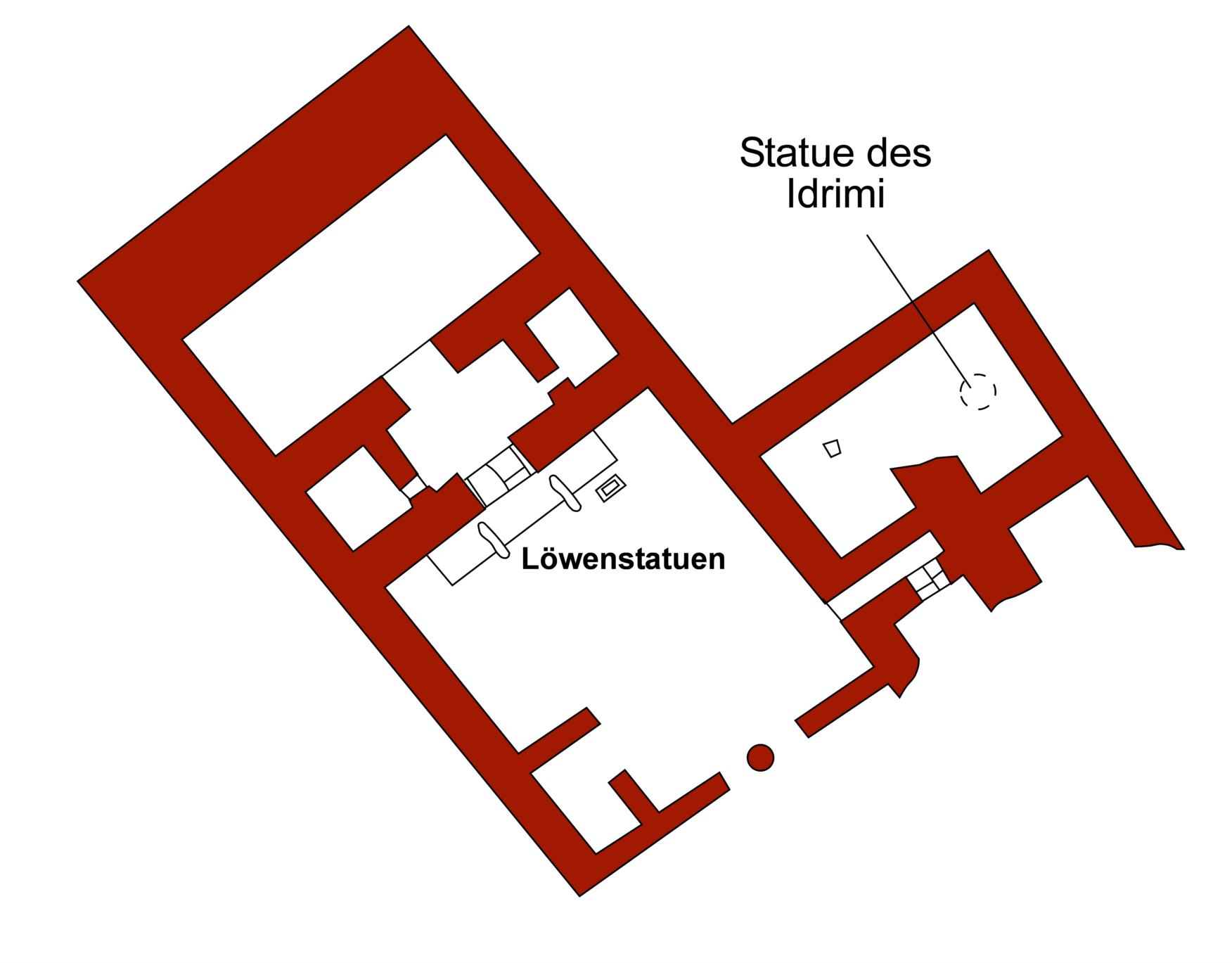
Plan des Tempels, Schicht I

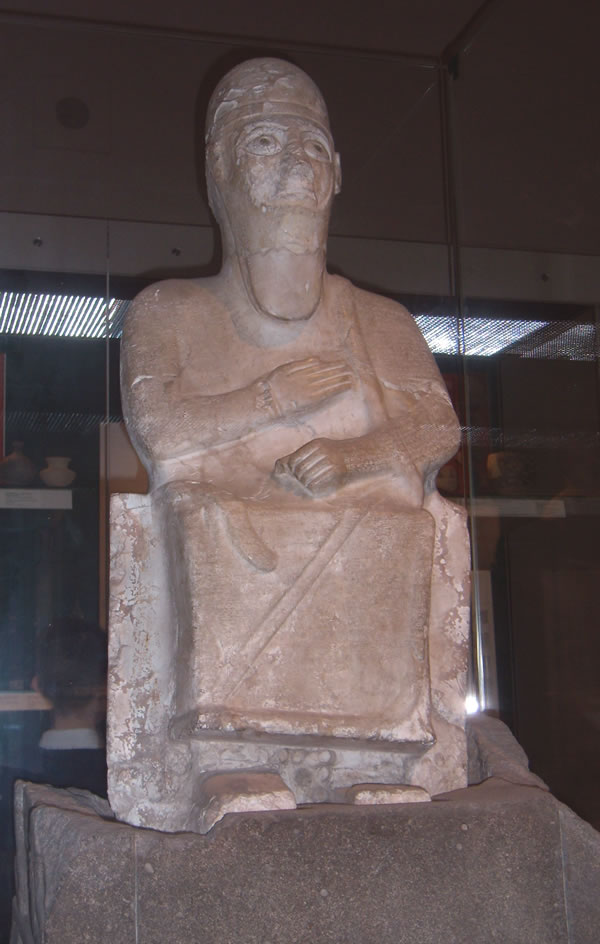
Statue des Idrimi, Britisches Museum

Dies ist die oberste Schicht der Stadt und sie ist an vielen Stellen nicht gut erhalten. Sie datiert ins 13. Jahrhundert v. Chr. Die Ausgrabungen zeigen, dass die Stadt weiterhin blühte. Auffallend ist das Verschwinden der Nuzi- und der Atchana-Ware. Die einheimische Keramik ist nun vollkommen undekoriert. Mykenische Keramik bezeugt einen blühenden Handel, während die zypriotische Keramik verschwindet. Eine weitere Neuerung ist das Erscheinen von Brandbestattungen, die es vorher nur ganz selten gab.
Der Tempel der Schicht I zeigt zwei Bauphasen. Der alte Tempel wurde niedergerissen. Der Neubau bestand aus einem Hof, einem mit einer Säule geschmückten Eingang, einer breiten Vorhalle und dem Allerheiligsten, dessen Eingang von zwei Säulen geschmückt wurde und an dessen Rückwand sich drei Nischen befanden. Dieser Tempel brannte nieder, wurde aber sofort wieder aufgebaut. In der zweiten Bauphase wurden die Säulen der Eingänge entfernt und die Vorhalle durch zwei Querwände unterteilt. Vor dem Tempeleingang stand eine niedrige, steinerne Plattform, die von zwei monumentalen Löwenskulpturen flankiert wurde. Einer der hiesigen Plattformblöcke war ein wiederverwendetes Relief und zeigt den hethitischen König Tudhalija IV.
Neben dem Hof des Tempels fanden sich einige Räume unbekannter Nutzung, in deren Boden es mehrere Gruben gab. Eine von ihnen enthielt die berühmte Statue des Idrimi, die hier vielleicht kurz vor dem Untergang der Stadt versteckt worden ist. Der König, in einen syrischen Wulstmantel gekleidet, sitzt auf einem Thron, dem Löwen zur Seite stehen.
Alalach wurde kurz nach 1200 vollkommen zerstört; meist werden die Seevölker dafür verantwortlich gemacht. Die Stadt wurde nie wieder in ihren alten Ausmaßen wieder aufgebaut. Es gibt zwar hier und dort ein paar spätere Gräber, und es gibt Anzeichen, dass man versuchte, den Tempel und die Zitadelle neu zu errichten (Schicht 0), doch wurde dies nicht weitergeführt und der Ort wurde für immer verlassen. Die Einwohner gründeten bei Tell Tayinat eine neue Stadt.

## Könige von Alalach
Die Chronologie beruht auf Synchronismen mit Ägypten und Hatti und ist nicht vollständig gesichert.
- Jarim-Lim, Sohn des Hammurapi I. von Jamchad, 18. Jh. v. Chr.
- Ammi-taqum
- Ili-ilimma I., ca. 1520–1500
- Idrimi, Sohn des Ili-ilimma I., Zeitgenosse des Baratarna von Mittani, ca. 1495–1475 v. Chr.
- Niqmepa, Sohn des Idrimi, ca. 1474–1450
- Ili-ilimma II., Sohn des Niqmepa, ca. 1450–1425
- Itur-Addu, um 1350 v. Chr.